# Interacción nuclear fuerte

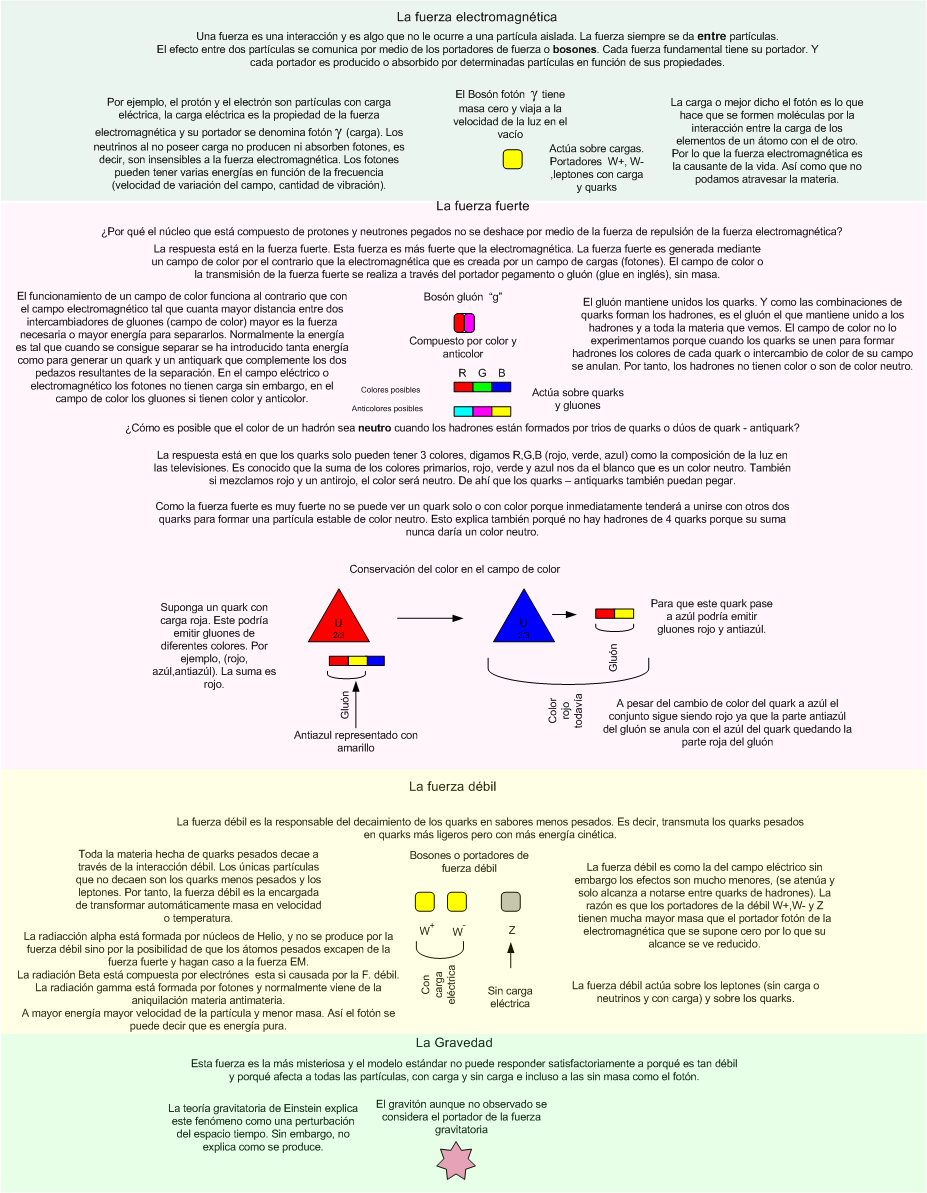
Cuadro explicativo de las 4 fuerzas fundamentales.

Núcleo de un átomo de helio. Los dos protones tienen la misma carga, pero aún permanecen juntos debido a la fuerza nuclear residual.

La fuerza nuclear fuerte es una de las cuatro fuerzas fundamentales que el modelo estándar de la física de partículas establece para explicar las fuerzas entre las partículas conocidas.
Esta fuerza es la responsable de mantener unidos a los nucleones (protones y neutrones) que coexisten en el núcleo atómico, venciendo a la repulsión electromagnética entre los protones que poseen carga eléctrica del mismo signo (positiva) y haciendo que los neutrones, que no tienen carga eléctrica, permanezcan unidos entre sí y también a los protones.
Es la mayor fuerza existente en todo el universo, no existe una fuerza equiparable con la interacción nuclear fuerte; pues esta es la que da la existencia de todo el universo en conjunto además de la interacción nuclear débil, el electromagnetismo y la gravedad.
Los efectos de esta fuerza solo se aprecian a distancias muy pequeñas, del tamaño de los núcleos atómicos, y no se perciben a distancias mayores a 1 fm. A esta característica se la conoce como de corto alcance, en contraposición con las de largo alcance como la gravedad o la interacción electromagnética, que son estrictamente de alcance infinito.
La interacción fuerte es observable en dos rangos y está mediada por dos portadores de fuerza. A una escala mayor (de aproximadamente 1 a 3 femtómetros), es la fuerza (llevada por  mesones) que une a protones y neutrones (nucleones) para formar el núcleo de un átomo. En la escala más pequeña (menos de unos 0,8 fm, el radio de un nucleón), es la fuerza (llevada por los gluones que mantiene unidos a los cuarks para formar protones, neutrones y otras partículas hadrónicas. En este último contexto, suele conocerse como la fuerza del color. La fuerza fuerte tiene inherentemente una fuerza tan alta que los hadrones unidos por la fuerza fuerte pueden producir nuevas partículas masivas. Así, si los hadrones son golpeados por partículas de alta energía, dan lugar a nuevos hadrones en lugar de emitir radiación de movimiento libre (gluón). Esta propiedad de la fuerza fuerte se denomina confinamiento de color, e impide la «emisión» libre de la fuerza fuerte: en su lugar, en la práctica, se producen jets de partículas masivas.
En el contexto de los núcleos atómicos, la misma fuerza de interacción fuerte (que une a los cuarks dentro de un nucleón) también une a los protones y neutrones para formar un núcleo. En este sentido, se denomina fuerza nuclear (o fuerza fuerte residual). Así que el residuo de la interacción fuerte dentro de los protones y los neutrones también une a los núcleos. Como tal, la interacción fuerte residual obedece a un comportamiento dependiente de la distancia entre los nucleones que es bastante diferente de cuando actúa para unir a los cuarks dentro de los nucleones. Además, existen distinciones en la energías de enlace de la fuerza nuclear de fusión nuclear frente a la fisión nuclear. La fusión nuclear representa la mayor parte de la producción de energía en el Sol y otras estrellas. La fisión nuclear permite la desintegración de elementos radiactivos e isótopos, aunque suele estar mediada por la interacción débil. De forma artificial, la energía asociada a la fuerza nuclear se libera parcialmente en la energía nuclear y en las armas nucleares, tanto en las armas de fisión basadas en uranio o plutonio como en las de fusión, como la bomba de hidrógeno.
La interacción fuerte está mediada por el intercambio de partículas sin masa llamadas gluones que actúan entre cuarks, anticuarks y otros gluones. Se cree que los gluones interactúan con los cuarks y otros gluones mediante un tipo de carga llamada carga de color. La carga de color es análoga a la carga electromagnética, pero se presenta en tres tipos (±rojo, ±verde, ±azul) en lugar de uno, lo que da lugar a un tipo de fuerza diferente, con reglas de comportamiento distintas. Estas reglas se detallan en la teoría de la cromodinámica cuántica (QCD), que es la teoría de las interacciones cuark-gluón.

## Historia
Antes de la década de 1970, los físicos no estaban seguros de cómo se unía el núcleo atómico. Se sabía que el núcleo estaba compuesto por protones y neutrones y que los protones poseían una carga eléctrica positiva, mientras que los neutrones eran eléctricamente neutros. Según los conocimientos de la física de la época, las cargas positivas se repelen entre sí y los protones cargados positivamente deberían hacer que el núcleo saliera despedido. Sin embargo, esto nunca se observó. Se necesitaba una nueva física para explicar este fenómeno.
Se postuló una fuerza de atracción más fuerte para explicar cómo el núcleo atómico estaba unido a pesar de la repulsión electromagnética mutua de los protones. Esta fuerza hipotética se denominó fuerza fuerte, que se creía que era una fuerza fundamental que actuaba sobre los protones y neutrones que componen el núcleo.
Más tarde se descubrió que los protones y los neutrones no eran partículas fundamentales, sino que estaban formados por partículas constitutivas llamadas cuarks. La fuerte atracción entre los nucleones era el efecto secundario de una fuerza más fundamental que unía a los cuarks en protones y neutrones. La teoría de la cromodinámica cuántica explica que los cuarks llevan lo que se llama una carga de color, aunque no tiene relación con el color visible. Los cuarks con carga de color diferente se atraen entre sí como resultado de la interacción fuerte, y la partícula que media en esto se llamó gluón.

## Introducción

### Fuerzas en el núcleo atómico
Antes de la década del 1970 se suponía que el protón y el neutrón eran partículas fundamentales. Entonces la expresión fuerza fuerte o fuerza nuclear fuerte se refería a lo que hoy en día se denomina fuerza nuclear o fuerza fuerte residual. Esa fuerza fuerte residual es la responsable de la cohesión del núcleo y hoy en día se interpreta como el campo de fuerza asociados a piones emitidos por protones, neutrones y demás hadrones (ya sean bariones o mesones). De acuerdo con la cromodinámica cuántica, la existencia de ese campo de piones que mantiene unido el núcleo atómico es solo un efecto residual de la verdadera fuerza fuerte que actúa sobre los componentes internos de los hadrones, los cuarks. Las fuerzas que mantienen unidos los cuarks son mucho más fuertes que las que mantienen unidos a neutrones y protones. De hecho las fuerzas entre cuarks son debidas a los gluones y son tan fuertes que producen el llamado confinamiento del color que imposibilita observar cuarks desnudos a temperaturas ordinarias, mientras que en núcleos pesados sí es posible separar algunos protones o neutrones por fisión nuclear o bombardeo con partículas rápidas del núcleo atómico.
Históricamente la fuerza nuclear fuerte se postuló de forma teórica para compensar las fuerzas electromagnéticas repulsivas que se sabía que existían en el interior del núcleo al descubrir que este estaba compuesto por protones de carga eléctrica positiva y neutrones de carga eléctrica nula. Se postuló también que su alcance no podía ser mayor que el propio radio del núcleo para que otros núcleos cercanos no la sintieran, ya que si tuviera un alcance mayor todos los núcleos del universo se habrían colapsado para formar un gran conglomerado de masa nuclear. Por esa razón se la denominó en aquel entonces fuerza fuerte. El modelo de Yukawa (1935) explicaba satisfactoriamente muchos aspectos de la fuerza nuclear fuerte o fuerza fuerte residual.

### Modelo de cuarks

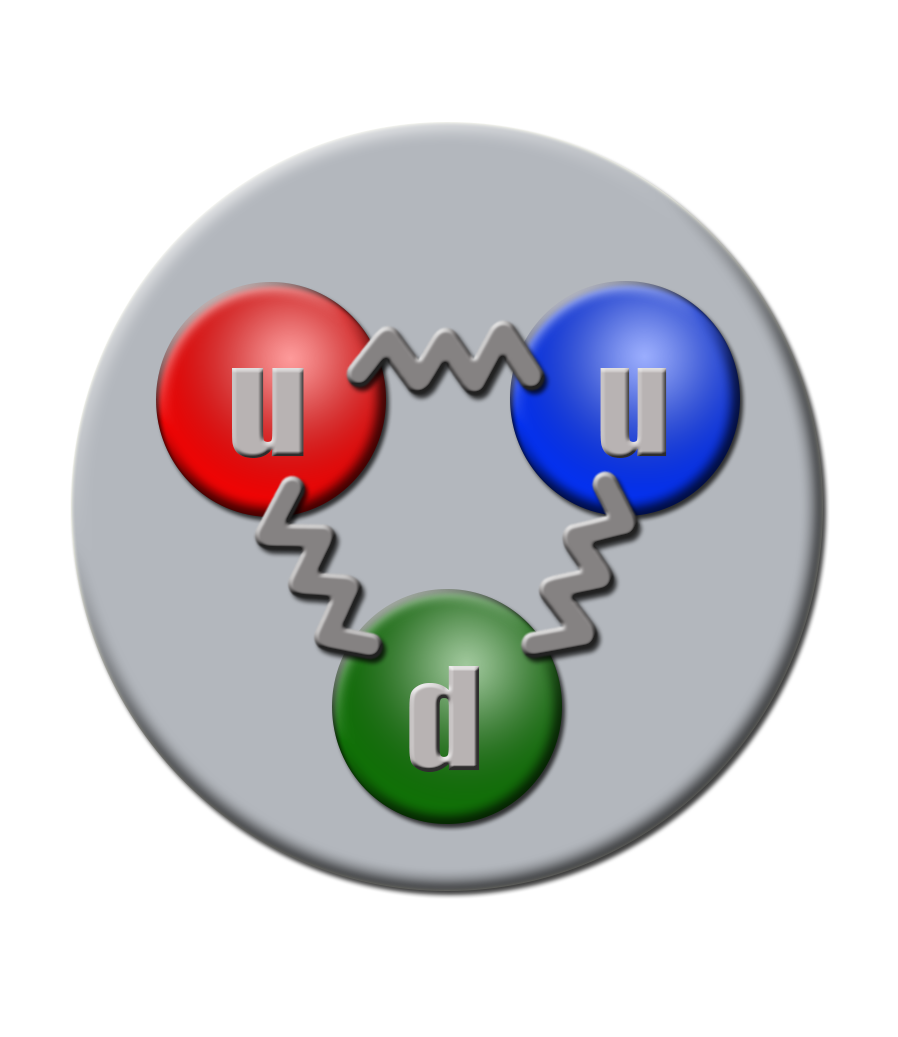
Estructura de cuarks de un protón.

Tras el descubrimiento de una gran cantidad de hadrones que no parecían desempeñar ningún papel fundamental en la constitución de los núcleos atómicos, se acuñó la expresión zoológico de partículas, dada la salvaje profusión de diferentes tipos de partículas cuya existencia no se entendía bien.
Muchas de estas partículas parecían interactuar mediante un tipo de interacción similar a la fuerza fuerte, por lo que se buscaron esquemas para comprender dicha diversidad de partículas. Un modelo postulado para explicar la existencia de toda la gran variedad de bariones y mesones fue el modelo de cuarks de 1963. Este modelo postulaba que los hadrones y mesones encontrados experimentalmente eran de hecho combinaciones de cuarks más elementales. Posteriormente experimentos a más altas energías mostraron que los propios bariones no parecían ser elementales y parecían constituidos de partes que se mantenían unidas entre sí por algún tipo de interacción mal comprendida. Esos descubrimientos finalmente pudieron ser interpretados de manera natural en términos de cuarks.
La aceptación de los cuarks como constituyentes de los hadrones permitió reducir la variedad contenida en el zoológico de partículas a un número de constituyentes elementales mucho más reducido, pero abrió el problema de cómo esos constituyentes más elementales se unían entre sí para formar neutrones, protones y otros hadrones. Dado que esa fuerza tenía que ser muy intensa y empezó a usarse el término «fuerza fuerte» o «interacción fuerte» en lugar de «fuerza nuclear fuerte» ya que la interacción fuerte aparecía en contextos diferentes del núcleo atómico. Los intentos teóricos por comprender las interacciones entre cuarks condujeron a la cromodinámica cuántica una teoría para de la fuerza fuerte que describe la interacción de los cuarks con un campo de gluones, que es lo que forma realmente los protones y neutrones (que definitivamente dejaron de ser considerados como partículas elementales). Durante algún tiempo después se denominó fuerza fuerte residual a la que anteriormente se había llamado fuerza fuerte, llamando a la nueva interacción fuerte fuerza de color.

## Interacción pion-nucleón

Interacción pión-nucleón y su modelo de cuark más simple

La necesidad de introducir el concepto de interacciones fuertes surgió en la década de 1930, cuando quedó claro que ni el fenómeno gravitacional ni el fenómeno de la  interacción electromagnética podían responder a la pregunta de qué une a los  nucleones en los  núcleos. En 1935, el físico japonés H. Yukawa construyó la primera teoría cuantitativa de la interacción que origina el intercambio de nucleones por nuevas partículas que ahora se conocen como  mesones pi (o  piones ). Las pionías se descubrieron posteriormente de forma experimental en 1947. 
En esta «teoría pion-nucleón», la atracción o repulsión de dos nucleones se describía como la emisión de un pion por un nucleón y su posterior absorción por otro nucleón (por analogía con la interacción electromagnética, que se describe como el intercambio de un fotón virtual ). Esta teoría ha descrito con éxito una amplia gama de fenómenos en colisiones nucleón-nucleón y estados ligados, así como en colisiones de piones con nucleones. El coeficiente numérico, que determina la «eficiencia» de la emisión del pion, resultó ser muy grande (en comparación con el coeficiente análogo para la interacción electromagnética), lo que determina la «fuerza» de la interacción fuerte.
Una consecuencia de la interacción pión-nucleón entre nucleones es la presencia de un componente de intercambio en las fuerzas nucleares, junto con las fuerzas habituales (fuerzas de Wigner, que surgen como resultado del intercambio de piones neutrales). Si el estado de dos nucleones que interactúan depende de sus coordenadas espaciales y de espín, entonces hay tres formas diferentes de dicho intercambio:
- Los nucleones intercambian coordenadas espaciales con variables de espín constantes. Las fuerzas causadas por tal intercambio se denominan fuerzas de Majorana (intercambio de piones cargados mientras se mantiene el giro de los nucleones);
- Los nucleones intercambian variables de espín en coordenadas espaciales constantes. Las fuerzas entre nucleones que surgen de este método de intercambio se denominan fuerza de Bartlett (intercambio de piones neutrales);
- Los nucleones intercambian coordenadas espaciales y de espín simultáneamente. Las fuerzas de intercambio resultantes se denominan fuerza de Heisenberg (intercambio de piones cargados con un cambio en el giro de los nucleones).

Además, las fuerzas nucleares dependen de las coordenadas de carga y tienen un componente tensorial.
El operador de energía potencial en la descripción fenomenológica de la interacción nuclear de dos nucleones a bajas energías tiene la forma:
{\displaystyle V({\vec {r_{1}}},{\vec {r_{2}}},{\hat {\sigma _{1}}},{\hat {\sigma _{2}}},{\hat {\tau _{1}}},{\hat {\tau _{2}}})=U_{1}({\vec {r}})+U_{2}({\vec {r}})({\hat {\sigma _{1}}}{\hat {\sigma _{2}}})+U_{3}({\vec {r}})S_{12}+({\hat {\tau _{1}}}{\hat {\tau _{2}}})\left\{U_{4}({\vec {r}})+U_{5}({\vec {r}})({\hat {\sigma _{1}}}{\hat {\sigma _{2}}})+U_{6}({\vec {r}})S_{12}\right\}},
donde {\displaystyle r=r_{1}-r_{2}}, {\displaystyle {\vec {r_{1}}},{\vec {r_{2}}}} son coordenadas espaciales {\displaystyle {\hat {\sigma _{1}}},{\hat {\sigma _{2}}}} son operadores Pauli y {\displaystyle {\hat {\tau _{1}}},{\hat {\tau _{2}}}} son operadores de espín isotópico.
Las fuerzas de Majorana (intercambio de coordenadas espaciales) corresponden al término con {\displaystyle ({\hat {\sigma _{1}}}{\hat {\sigma _{2}}})({\hat {\tau _{1}}}{\hat {\tau _{2}}})} las fuerzas de Bartlett (intercambio de variables de espín) corresponden al término con {\displaystyle ({\hat {\sigma _{1}}}{\hat {\sigma _{2}}})}, las fuerzas de Heisenberg (intercambio de variables espaciales y de espín) corresponden al término con {\displaystyle ({\hat {\tau _{1}}}{\hat {\tau _{2}}})}... Además, el operador {\displaystyle S_{12}} tiene en cuenta la interacción tensorial, {\displaystyle ({\hat {\tau _{1}}}{\hat {\tau _{2}}})S_{12}} es la interacción de intercambio tensorial.

## Cromodinámica cuántica
Actualmente la interacción fuerte se considera que queda bien explicada por la cromodinámica cuántica (sus siglas en inglés son QCD de Quantum Chromodynamics). La cromodinámica cuántica es una teoría que forma parte del modelo estándar de la física de partículas y matemáticamente es una teoría gauge no abeliana basada en un grupo de simetría interna (gauge) basada en el grupo SU(3). De acuerdo con esta teoría la dinámica de los cuarks viene dada por un lagrangiano que es invariante bajo transformaciones del grupo SU(3), esa invariancia por el teorema de Noether lleva aparejada la existencia de magnitudes conservadas o leyes de conservación especiales. Concretamente la invariancia de ese lagrangiano bajo SU(3) implica la existencia de ciertas cargas de color, en cierto modo análogas a la conservación de la carga eléctrica (que va asociada a la invariancia bajo el grupo U(1)). La cromodinámica cuántica describe por tanto la interacción de objetos que posee carga de color, y cómo la existencia de esas cargas de color comporta la existencia de un campo gauge asociado (campo de gluones) que define cómo interactúan dichas partículas con carga de color.
La cromodinámica cuántica como teoría gauge implica que para que haya invariancia gauge local, debe existir un campo asociado a la simetría, que es el campo de gluones. Los cuarks, portadores de carga de color, interaccionan entre ellos intercambiando gluones, que es lo que provoca que estén ligados unos a otros. A su vez los propios gluones tienen carga de color por lo que interactúan a su vez entre ellos. Además, la cromodinámica cuántica explica que existan dos tipos de hadrones: los bariones (formados por tres cuarks cada uno con cargas de color diferentes) y los mesones(formados por dos cuarks conjugados entre sí con cargas de color opuestas). Todos los hadrones, formados por cuarks, interaccionan entre sí mediante la fuerza fuerte (aunque pueden interactuar débilmente, electromagnéticamente y gravitatoriamente). La intensidad de la interacción fuerte viene dada por una constante de acoplamiento característica, mucho mayor que las asociadas a interacción electromagnética y gravitatoria. Por tanto la cromodinámica cuántica, explica tanto la cohesión del núcleo atómico como la integridad de los hadrones mediante una de la «fuerza asociada al color» de cuarks y anticuarks. A los cuarks y anticuarks, además de las otras características atribuidas al resto de partículas, se les asigna una característica nueva, la «carga de color» y la interacción fuerte entre ellos se transmite mediante otras partículas, llamadas gluones. Estos gluones son eléctricamente neutros, pero tienen «carga de color» y por ello también están sometidos a la fuerza fuerte. La fuerza entre partículas con carga de color es muy fuerte, mucho más que la electromagnética o la gravitatoria, a tal punto que se presenta confinamiento de color.

### Carga de color
Los cuarks, anticuarks y los gluones son las únicas partículas fundamentales que contienen carga de color no nula, y que por lo tanto participan en las interacciones fuertes. Los gluones, partículas portadoras de la fuerza nuclear fuerte, que mantienen unidos a los cuarks para formar otras partículas, como se ha explicado, también tienen carga de color y por tanto pueden interaccionar entre sí. Un efecto que derivaría de esto es la existencia teórica de agrupaciones de gluones (glubolas). Los cuarks pueden presentar seis tipos de carga: rojo, azul, verde, antirrojo, antiazul y antiverde. Las cargas antirroja, antiazul y antiverde están relacionadas con las correspondientes roja, azul y verde de manera similar a como lo están las cargas eléctricas negativas y positivas. Los gluones por su parte tienen un tipo de carga más complejo, su carga siempre es la combinación de un color o un anticolor diferente (por ejemplo, se puede tener un gluón rojo-antiazul o un gluón verde-antirrojo, etc.)

### Fuerza nuclear fuerte como fuerza residual
La fuerza que hace que los constituyentes del núcleo de un átomo permanezcan unidos está asociado a la interacción nuclear fuerte. Aunque hoy en día sabemos que esta fuerza que mantiene unidos a protones y neutrones en el núcleo es una fuerza residual de la interacción entre los cuarks y los gluones que componen dichas partículas (up y down). Sería similar al efecto de las fuerzas de enlace que aparecen entre los átomos para formar las moléculas, frente a la interacción eléctrica entre las cargas eléctricas que forman esos átomos (protones y electrones), pero su naturaleza es totalmente distinta.
Antes de la cromodinámica cuántica se consideraba que esta fuerza residual que mantenía unidos los protones del núcleo era la esencia de la interacción nuclear fuerte, aunque hoy en día se asume que la fuerza que une los protones es un efecto secundario de la fuerza de color entre cuarks, por lo que las interacciones entre cuarks se consideran un reflejo más fundamental de la fuerza fuerte.
La fuerza nuclear fuerte entre nucleones se realiza mediante piones, que son bosones másicos, y por esa razón esta fuerza tiene tan corto alcance. Cada neutrón o protón puede «emitir» y «absorber» piones cargados o neutros, la emisión de piones cargados comporta la transmutación de un protón en neutrón o viceversa (de hecho en términos de cuarks esta interacción se debe a la creación de un par cuark-anticuark, el pion cargado no será más que un estado ligado de uno de los cuarks originales y más un cuark o anticuark de los que se acaban de crear). La emisión o absorción de piones cargados responden a alguna de las dos interacciones siguientes:

{\displaystyle p^{+}+n^{0}\to (n^{0}+\pi ^{+})+n^{0}\to n^{0}+(\pi ^{+}+n^{0})\to n^{0}+p^{+}}
{\displaystyle n^{0}+p^{+}\to (p^{+}+\pi ^{-})+p^{+}\to p^{+}+(\pi ^{-}+p^{+})\to p^{+}+n^{0}}

En la primera reacción anterior un protón emite inicialmente un pion positivo convirtiéndose en un neutrón, el pion positivo es reabsorbido por un neutrón convirtiéndose en un protón, el efecto neto de ese intercambio es una fuerza atractiva. En la segunda, un neutrón emite un pion negativo y se convierte en un protón, el pion negativo al ser reabsorbido por otro protón da lugar a un neutrón. Desde un punto de vista semiclásico el campo de piones se puede aproximar mediante un potencial de Yukawa:

{\displaystyle V(r)=-{\frac {g_{s}}{4\pi r}}e^{-{\frac {mrc}{\hbar }}}}

Donde:
{\displaystyle g_{s}\,}, es la constante de acoplamiento que da la intensidad de la fuerza efectiva.
{\displaystyle m\,}, es la masa del pion intercambiado.
{\displaystyle r\,}, es la distancia entre nucleones.
{\displaystyle c,\hbar \,}, son la velocidad de la luz y la constante de Planck racionalizada.
Por lo que a muy pequeñas distancias la interacción decae aproximadamente según la inversa del cuadrado, sin embargo, a distancias del orden del núcleo atómico predomina el decrecimiento exponencial, por lo que a distancias superiores a las atómicas el efecto de los piones es prácticamente imperceptible.

## Interacciones fuertes en reacciones de alta energía
Hay una serie de procesos de colisión de  hadrones de alta energía , en los que no hay una escala dura, por lo que el cálculo de la teoría de perturbaciones en el marco de la cromodinámica cuántica ya no es confiable. Entre estas reacciones se encuentran las secciones transversales de colisión total de hadrones, la dispersión elástica de los hadrones en ángulos pequeños y los procesos de difracción . Desde el punto de vista de la cinemática, en tales reacciones, solo la energía total de las partículas en colisión en su marco de reposo es suficientemente grande, pero no el momento transferido.
Desde la década de 1960, las principales propiedades de tales reacciones han sido descritas con éxito mediante un enfoque fenomenológico basado en la teoría de Regge. En el marco de esta teoría, la dispersión de hadrones de alta energía se produce debido al intercambio de algunos objetos compuestos:  reggeones . El reggeon más importante en esta teoría es el pomerón , el único reggeon cuya contribución a la sección transversal de dispersión no disminuye con la energía.
En la década de 1970, resultó que muchas de las propiedades de los reggeones pueden derivarse de la cromodinámica cuántica. El enfoque correspondiente en cromodinámica cuántica se llama el enfoque Balitsky-Fadin-Kuraev-Lipatov ( BFKL ).

## Estado actual de la teoría de interacciones fuertes
La descripción teórica de interacciones fuertes  es una de las áreas más desarrolladas y al mismo tiempo de rápido desarrollo de la física teórica de  partículas elementales. A pesar de que se comprende la naturaleza fundamental de las interacciones fuertes (la  interacción de color entre cuarks y gluónes, descrita por la cromodinámica cuántica), las leyes matemáticas que la expresan son muy complejas y, por lo tanto, en muchos casos específicos, los cálculos a partir de primeros principios son todavía imposible. Como resultado, surge una imagen ecléctica: junto a cálculos matemáticamente rigurosos, enfoques semicuantitativos basados en la mecánica cuántica, intuiciones, que, sin embargo, describen perfectamente los datos experimentales.
Esbocemos la estructura general de la teoría moderna de interacciones fuertes: En primer lugar, la cromodinámica cuántica es la base de la teoría de las interacciones fuertes. En esta teoría, los grados fundamentales de libertad son los cuarks y gluones, se conoce el lagrangiano de su interacción. Los enfoques para describir interacciones fuertes dependen esencialmente del tipo de objeto que se esté estudiando. Se pueden distinguir los siguientes grupos principales:
- Las reacciones hadrónicas duras, en las que los cuarks y gluones juegan el papel principal y que están bien descritos por la teoría de la perturbación en QCD ;
- Las reacciones semirrígidas, en las que para una descripción razonable es necesario tener en cuenta un número infinito de términos de la serie de la teoría de perturbaciones, y en ciertos casos límites esto se puede hacer.
- Las reacciones hadrónicas de baja energía (suaves), en las que los estados ligados de los cuarks (hadrones) se convierten en grados de libertad más razonables y se estudian las leyes de interacción.
- Las propiedades estáticas de los hadrones, en las que, dependiendo del caso específico, se pueden utilizar diferentes enfoques.